# Nobuhito Toriizuka
Nobuhito Toriizuka (jap. 鳥居塚 伸人, Toriizuka Nobuhito; * 7. August 1972 in der Präfektur Gunma) ist ein ehemaliger japanischer Fußballspieler.

## Karriere
Toriizuka erlernte das Fußballspielen in der Schulmannschaft der Maebashi Commercial High School und der Universitätsmannschaft der Tokai-Universität. Seinen ersten Vertrag unterschrieb er 1995 beim Cosmo Oil Yokkaichi FC. Der Verein spielte in der zweithöchsten Liga des Landes, der Japan Football League. Für den Verein absolvierte er 57 Spiele. 1997 wechselte er zum Ligakonkurrenten Consadole Sapporo. 1997 wurde er mit dem Verein Meister der Japan Football League und stieg in die J1 League auf. Für den Verein absolvierte er 28 Spiele. 1999 wechselte er zum Tonan SC, 2003 dann zu Thespa Kusatsu. Für den Verein absolvierte er 201 Spiele. Ende 2008 beendete er seine Karriere als Fußballspieler.